# Plusia putnami
A Plusia putnami a rovarok (Insecta) osztályába, a lepkék (Lepidoptera) rendjébe, ezen belül a bagolylepkefélék (Noctuidae) családjába tartozó faj.

## Elterjedése
Ázsiában Japántól Kelet-Szibériáig, Európában Skandináviában, Franciaországban, Észak-Amerikában a Labrador-félszigettől Alaszkáig, Pennsylvaniában, Washington államban, Északkelet-Kaliforniában, és a Sziklás-hegységben, Utah és Colorado államban elterjedt. Kedveli a füves tisztásokat, erdőszéleket, nedves réteket és a vizes élőhelyeket. Archiválva 2012. március 27-i dátummal a Wayback Machine-ben

## Alfajok
- Plusia putnami putnami (Új-Fundland, Labrador-félsziget, Kanada, Pennsylvania,Alaszka, Washington D.C., Észak-Kalifornia, Sziklás-hegység)
- Plusia putnami barbara (Marokkó)
- Plusia putnami festata (Távol-Kelet, Altaj-hegység, Japán)
- Plusia putnami gracilis (Európa, Kelet-Szibéria)

## Megjelenése
- Imágó:  32–42 mm szárnyfesztávolságú. A szárnyak alapszíne gyakran narancssárgás vagy sárgás, két lekerekített, ezüst folttal.
- Hernyó: [?]

## Életmódja
- nemzedék: Nyugat-Európában júliustól augusztusig rajzik, Észak-Amerikában májustól októberig.
- hernyók tápnövényei: nádtippan (Calamogrostis)

## Fordítás
- Ez a szócikk részben vagy egészben  a   Plusia putnami című angol Wikipédia-szócikk fordításán alapul.  Az eredeti cikk szerkesztőit annak laptörténete sorolja fel. Ez a jelzés csupán a megfogalmazás eredetét és a szerzői jogokat jelzi, nem szolgál a cikkben szereplő információk forrásmegjelöléseként.